# Elaphria hybnerana
Elaphria hybnerana là một loài bướm đêm trong họ Noctuidae.